# Rienz
Rienz (italiensk Rienza) er en flod i den norditalienske provins Sydtyrol. Dens kilde ligger omkring  2.180 moh. nedenfor bjerggruppen Drei Zinnen (2.998 moh.) i Dolomitterne. Derfra løber den først nordover gennem Höhlensteintal og når Pustertal ved Toblach. Her fortsætter Rienz vestover gennem Pustertal og passerer bl.a. byen Bruneck. Rienz forlader Pustertal gennem slugten Mühlbacher Klause og munder i Brixen ud i floden Eisack. Med en længde på 81 km og et afvandingsområde på 2.143 km² er Rienz Eisacks største biflod. Rienz' største bifloder er på sin side Ahr, som kommer fra Tauferer Ahrntal, og La gran Ega fra Val Badia.